# Ляча (Ярославская область)
Ляча — деревня в Пошехонском районе Ярославской области. Входит в состав Кременевского сельского поселения. Расположена в 12 км к юго-востоку от села Кременево и в 19 км к юго-западу от города Пошехонье.

## История
Первое упоминание деревни можно встретить в переписи 1710 года Санкт-Петербургской губернии: 

За окольничим за Михаилом Ивановичем Глебовым сельцо что была деревня Ляча в нем двор помещиков…— 
Михаил Иванович Глебов — окольничий, бывший(к тому времени) воевода Саратова. Обозначение «Ляча» также можно увидеть в «Российском атласе» 1792 года.

## География
Деревня находится на правом берегу реки Ухра, впадающей в Рыбинское водохранилище. Чуть ниже по течению Ухры в неё впадает река Ега. Рядом с деревней проходит участок трассы Р104 Пошехонье-Рыбинск.

## Население
| 2007 | 2010 |
| ---- | ---- |
| 13   | ↘9   |

### Историческая численность населения
На 1981 год население деревни составляло около 40 жителей.

## Инфраструктура
Почтовое отделение №152862, расположенное в селе деревне Вощиково, на март 2022 года обслуживает в деревне 78 домов.
База отдыха «Клёвое место».
Улицы — Луговая, Новая Ляча, Старая Ляча, Светлая.

## Общественный транспорт
Ляча обслуживается пригородным автобусным маршрутом № 106 Пошехонье — Кардинское. Остановка общественного транспорта расположена в деревне Вощиково.